# チャオチャオたこかいな〜たこやきルネッサンスや。〜
チャオチャオたこかいな~たこやきルネッサンスや。~は、1986年9月25日に毎日放送（MBS）制作・TBS系列で放送されたスペシャルドラマ。MBS創立35周年を記念した番組でもある。セゾングループ提供。

## ストーリー
一流のファッションデザイナーの夢を見て大阪からイタリアへやってきた田代優子だが、夢は叶わず、ミラノでオペラ歌手を目指す坂口と、シチリアの海岸で求職中の徹と知り合う。優子は屋台で食べたゆでだこからシチリアでたこ焼きの屋台を開業としようとひらめき、たこ焼き屋を開店する。村の人々のサポートもあり大繁盛。それを知った村の大物、マフィアの屋敷に招待された優子、坂口、徹の3人は世界にたこ焼きのチェーンを開店するようにすすめられるが....

## 概要
イタリアを舞台に大阪出身の男女3人がイタリアで出会い、たこ焼きの屋台を開いて繁盛する過程を描いたストーリー。関西出身の大地真央と桑名正博による大阪弁を使った役柄であり。また、林隆三が大阪弁の台詞を使っての演技している。ミヤコ蝶々や長山藍子らも出演して脇を固めている。
出演者の肖像権・更には劇中で使われていた曲の著作権上の事情等の絡みで本放送後、再放送やソフト化やオンデマンド配信されていない。

## 放送時間
木曜22:00 - 23:54（JST）
- 22:00の『中村敦夫の地球発22時』（MBS制作）は休止、23:00の『ネットワークJNN』は繰下げ。

## キャスト
- 田代優子:大地真央
- 徹:桑名正博
- 坂口:林隆三
- クリスティアーノ・バンドルホ
- 長山藍子（特別出演）
- ミヤコ蝶々（特別出演）
- カルロ・スフォルツア
- ジュゼッペ・キアーリ
- サンドラ・ラローザ
- 山村弘三
- 山本和子
- アントニ・セコンティ
- アレッサンドロ・マンゾーニ
- ピエトロ・アボンディオ
- ジーノ・カノリ
- フランコ・ベリ
- ポリス・ピアンキリ
- ラウラ・ペリ
- ルチーア・ボルタ
- シルビア・コッピーニ
- マリーア・コーリ

他

## スタッフ
- 脚本:宮川一郎
- 音楽:羽田健太郎
- 主題歌:もんたよしのり
- 撮影技術:大倉孝治
- 技術:三浦邦彦
- 照明:森崎聖三、辻和三
- 美術:高橋輝光
- 演出補:服部嘉和、船津浩一
- ロケーション協力:イタリア・パレルモ観光局、SICANTUR、CIGA HOTELS、オランダ航空。
- プロデューサー:星田良子（共同テレビ）、池田徹朗（毎日放送）
- プロデューサー補:山本実（毎日放送）
- 演出:池田徹朗（毎日放送）
- 制作:青木民男（毎日放送）
- 制作協力:共同テレビ
- 製作著作:毎日放送